# Ganglegg

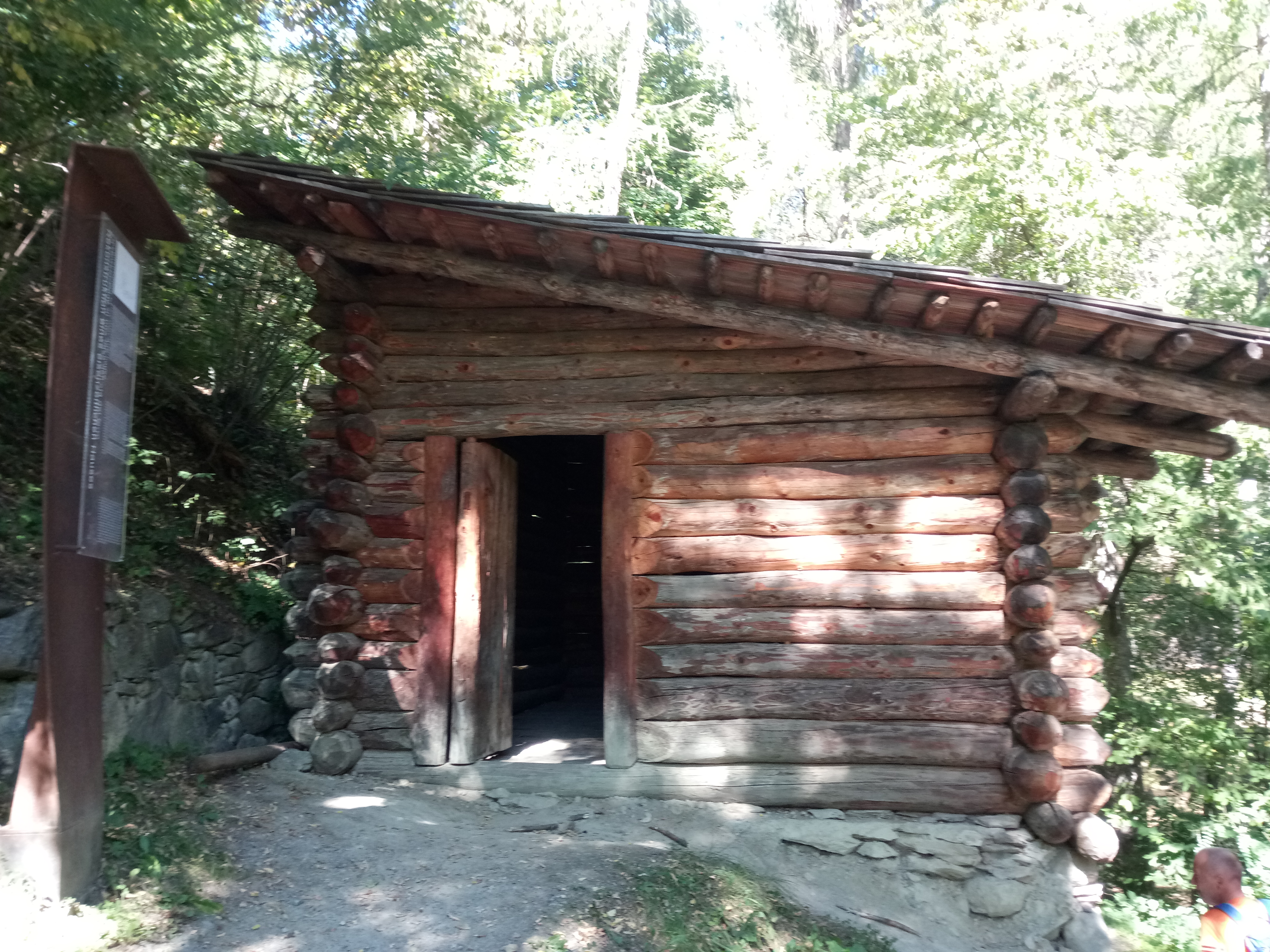
Rekonstruktion eines eisenzeitlichen Gebäudes

Das Ganglegg ist eine unscheinbare, lang gezogene und von Moränenschutt bedeckte Schieferkuppe am Sonnenberg oberhalb von Schluderns im Vinschgau in Südtirol. Auf dem 1142 m hohen Ganglegg wurden die Überreste einer befestigten Höhensiedlung der Bronze- und Eisenzeit in einer mehrjährigen Grabungskampagne ab 1997 untersucht und sehr gut erforscht.

## Etymologie
Der Name leitet sich vom Ausdruck „Gangl“ ab, was so viel wie Pferch bedeutet, eine gemauerte Einfriedung, in der Weidetiere temporär zusammengetrieben werden. Der zweite Teil, „Egg“ bedeutet Hügel oder Kuppe.

## Lage und Zugang
Das Ganglegg befindet sich westlich oberhalb der Einmündung des Matscher Tals ins Etschtal. Das Ganglegg kann nur zu Fuß erreicht werden. Die schnellste Variante ist der gut begehbare Steig vom Talgrund bei der Wildbachsperre hinter der Ortschaft Schluderns aus, der in weiten Serpentinen den steilen 200 Höhenmeter aufragenden Talhang überwindet und direkt zum Ganglegg hinführt. Wenn dafür eine halbe Stunde Gehzeit veranschlagt wird, ist das eine großzügige Bemessung, die auch für langsamere Wanderer gelten kann. Eine andere Variante ist ein an vielen Stellen von einer Strauchlaube überwachsener Hohlweg vom Schludernser Kalvarienberg aus, der bei feuchterem Wetter allerdings etwas schlüpfrig sein kann. Oder man kombiniert einen Besuch des Gangleggs mit einer Waalwanderung über den Leitenwaal, der das Wasser aus dem Matscher Tal am Ganglegg vorbei in die Hänge des Vinschger Haupttales bringt. Der Leitenwaalweg lässt sich gut mit dem Berkwaal kombinieren, der auf der gegenüberliegenden Seite des Matscher Tales verläuft und die Wiesen oberhalb der Churburg bewässert.

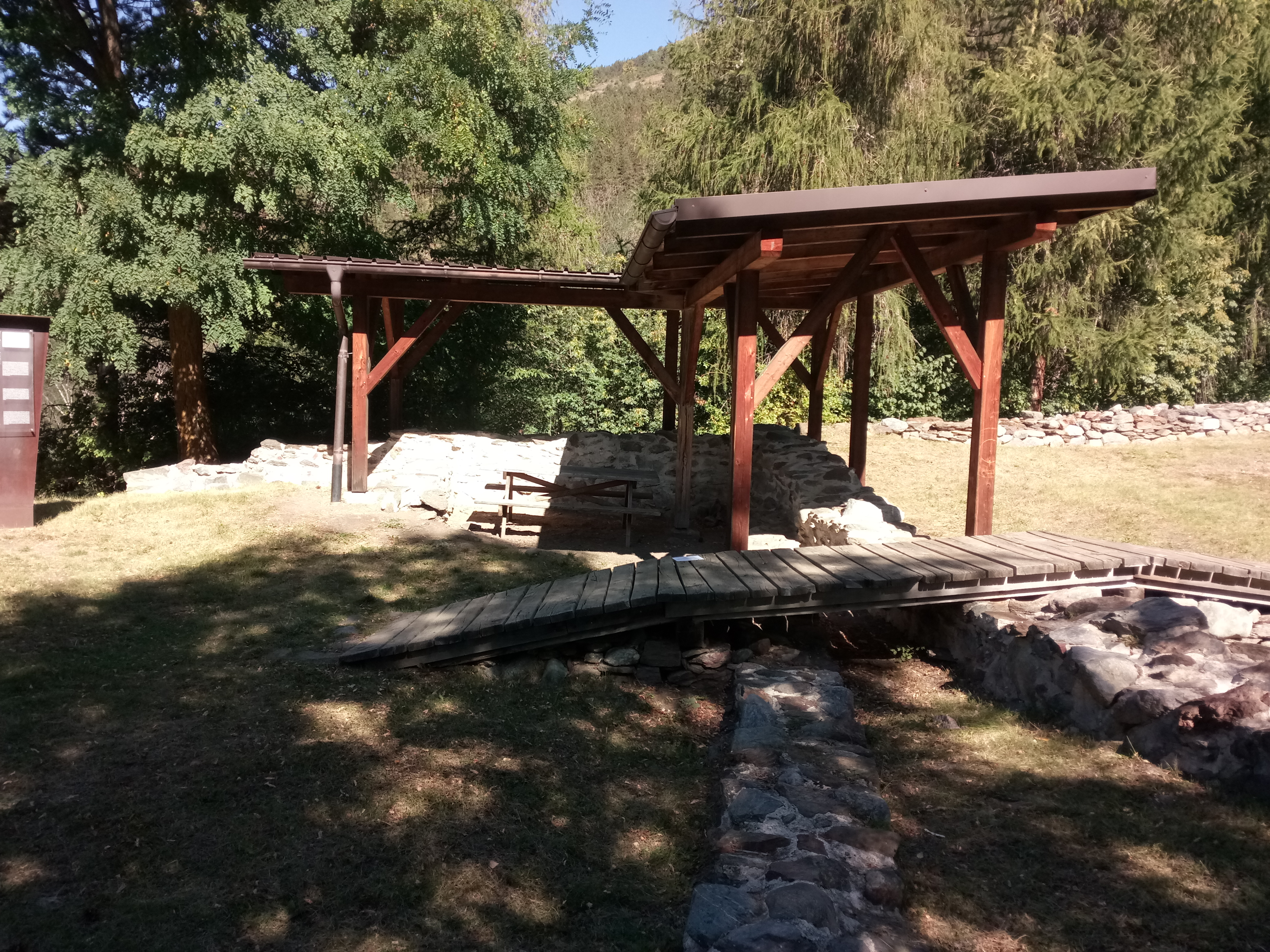
Römerzeitliches Gebäude

## Geschichte der Grabungen
Dass da oben etwas zu finden sein müsste, war manchen humanistisch gebildeten Leuten schon in der Zeit vor dem Ersten Weltkrieg klar. Denn im Bett des Saldurbaches am Fuße des Gangleggs wurde in der Mitte des 19. Jahrhunderts ein hervorragend erhaltener Bronzehelm aufgefunden, der dem „Negauer Typus“ zugeordnet wurde. Der Arzt Alois Wallnöfer und der Schuldirektor Alois Menghin veranlassten erste Grabungen schon zwischen den Jahren 1911 und 1916 und fertigten erste Skizzen der Mauerreste sowie der Funde an. Damals war der Hügel noch kahl und ohne Baumbewuchs. Oswald, der Sohn von Alois Menghin, publizierte die Untersuchungsergebnisse seines Vaters nach dem Ersten Weltkrieg. Damit wurde das Ganglegg einem breiteren Publikum bekannt.
Ab 1989 durchforschten die Hobbyarchäologen Karl Pohl und Karl Wieser unter der Aufsicht des Amtes für Bodendenkmäler und des Bozner Stadtmuseums erneut das in den fünfziger Jahren systematisch aufgeforstete Gelände und brachten im Laufe der Jahre eine beachtliche Sammlung zusammen, die heute im Vintschger Museum in Schluderns zu sehen ist. Mit EU-Fördergeldern wurden ab dem Jahr 1997, in Form eines Gemeinschaftsprojektes mehrerer Südtiroler Landesämter, Grabungen unter der Leitung der Archäologen Hans Nothdurfter, Peter Gamper und Hubert Steiner finanziert und durchgeführt.

## Ergebnisse der Grabungen
Die umfangreichen und systematisch durchgeführten Ausgrabungen gewähren Einblicke in alle Lebensbereiche der Bewohner dieser Höhensiedlung: Ernährung, Lebensweise, Nutztiere, Nutzpflanzen, Wohnverhältnisse, Gebrauchsgegenstände, Art des Wirtschaftens, Handelsverbindungen und Kulturbeziehungen. So bildeten Rispenhirse, Nacktgerste, Emmer, Dinkel, Einkorn, Spelzgerste, Erbsen, Saubohne, Lein und Schlafmohn die Nutzpflanzen der Bronzezeit. In der Eisenzeit kamen Kolbenhirse, Roggen und Hafer dazu. In einem bronzezeitlichen Haus wurde ein mit vielen Fächern versehener hölzerner Verschlag gefunden, der als Getreidespeicher diente. Schafe und Ziegen spielten eine dominierende Rolle bei den Nutztieren. Aber auch Rinder, Schweine und Hunde wurden gehalten. Es wurden sogar Hinweise gefunden, dass auch Pferde nicht unbekannt waren. Bis in die letzten Jahrhunderte v. Chr. gab es noch keine Heuwirtschaft, so dass im Winter das Stroh der Getreideäcker und Laub verfüttert („Schab“) wurde. Erst ab der Eisenzeit wird mit dem Aufkommen der Sense die Heuwirtschaft üblich. Die Jagd scheint eher eine untergeordnete Rolle gespielt zu haben.

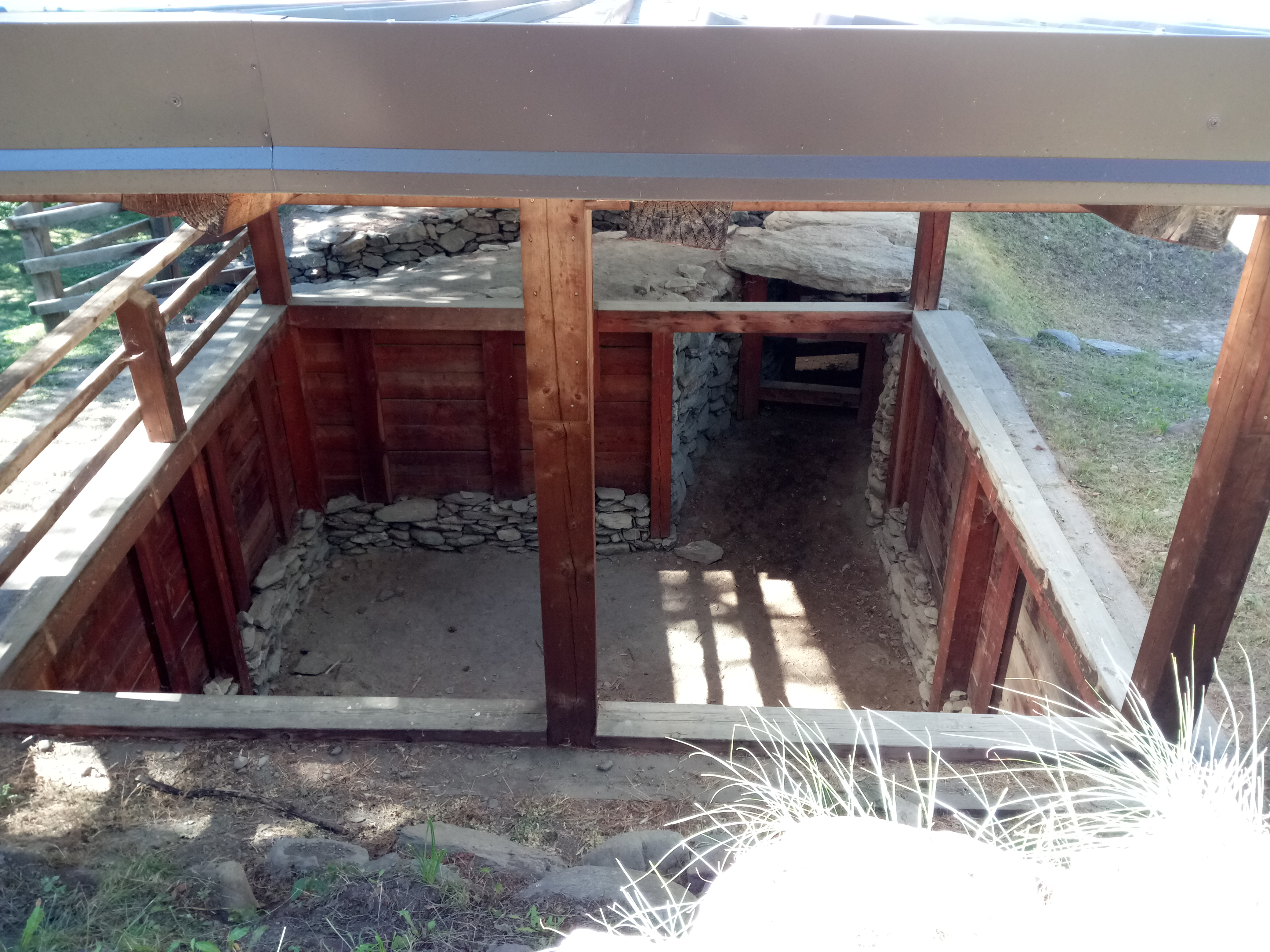
Eisenzeitliches rätisches Haus

Rückschlüsse auf Siedlungsabfolgen konnten die Archäologen ebenfalls ziehen. So scheint die Höhensiedlung zwei Mal für längere Zeit aufgelassen worden zu sein. Es lassen sich 4 Siedlungsperioden nachweisen:
- Kupferzeit (3300–2200 v. Chr.), der älteste Fund ist ein Steinbeil
- Mittlere und Spätere Bronzezeit (14.–13. Jahrhundert v. Chr.) und ein Höhepunkt in der Zeit der Laugen-Melaun-Kultur (12. – 11. Jh.). Dann wurde die Siedlung aufgelassen.
- Eisenzeit ab 4. Jahrhundert bis 16–15 v. Chr., danach Auflassung der Siedlung
- Spätantike (2. Hälfte des 3. Jahrhunderts–4. Jahrhundert n. Chr.), Reaktivierung der Siedlung als Folge der abnehmenden Sicherheitslage.[4]

Auf dem Ganglegg wurden besonders viele mit Schriftzeichen des Bozner Alphabets beschriftete Knochen und Knochennadeln gefunden. Diese aus der Eisenzeit stammenden Funde stellen Zeugnisse der rätischen Sprache dar, was auf eine rätische Besiedlung in diesem Zeitraum schließen lässt.

## Zu sehen gibt es …

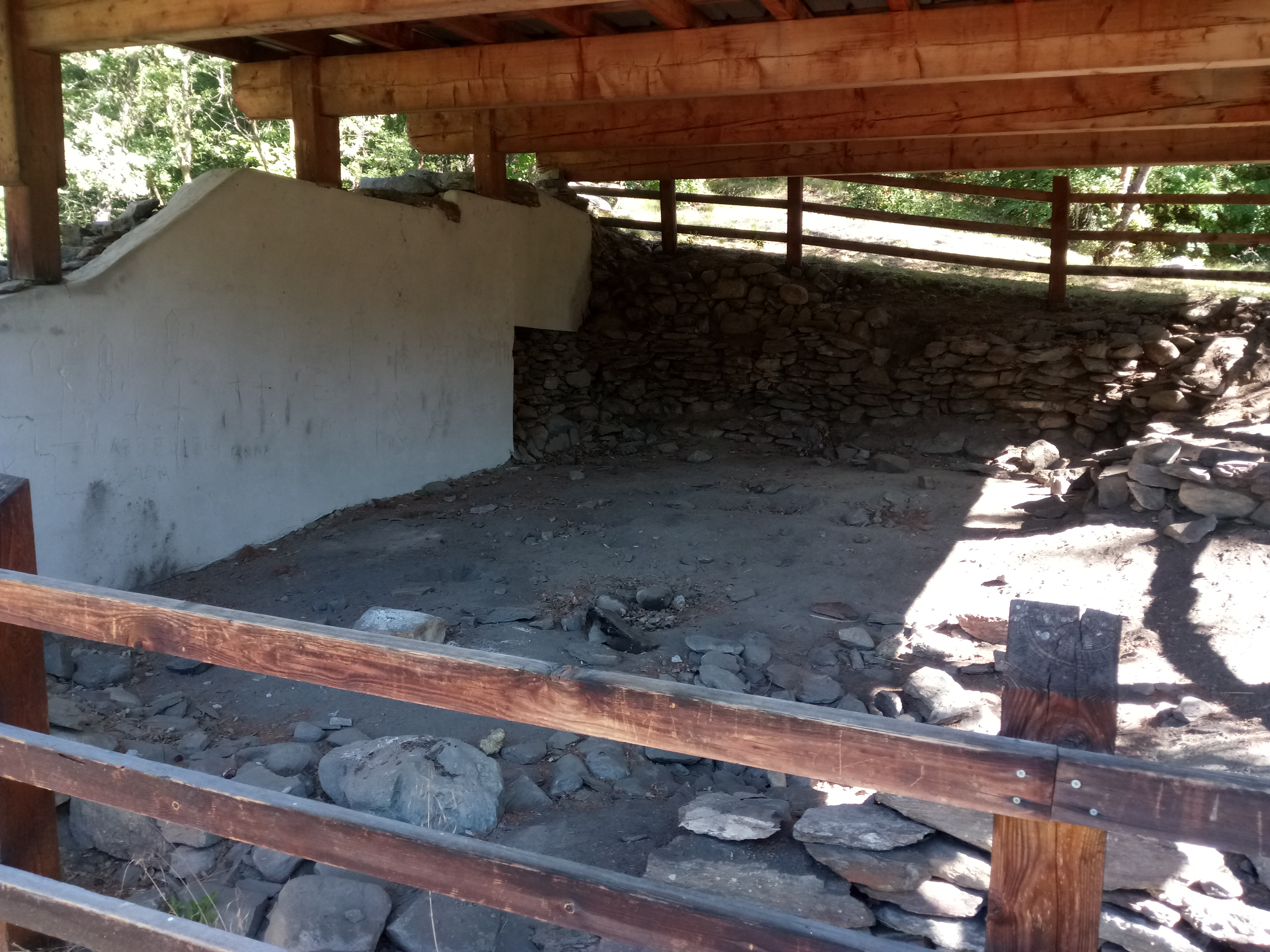
Bronzezeitliches Gebäude

Der Hügel war zeitweise dicht besiedelt. Viele Gebäude wurden nach der archäologischen Begutachtung jedoch wieder mit Erde zugedeckt, um sie den äußeren Einflüssen zu entziehen. Dem Publikum einsehbar und mit Dächern abgedeckt sind einige Gebäudereste zugänglich geblieben. Teile der Westseite des Hügels sind mit einer mächtigen Steinmauer umfriedet. Auf dem Hügel wurden Schaugebäude errichtet, die dem Publikum das Aussehen der Häuser vor Augen führen. Eine große Anzahl von Schautafeln macht das Gelände zu einem sehenswerten Lehrpfad.

## Das Vintschger Museum in Schluderns
Im Jahre 1985 wurde in der Bezirksgemeinschaft Vinschgau die Idee eines Talschaftsmuseums aufgegriffen, in dem typische Vinschger Themen und die archäologischen Funde präsentiert werden sollten. Das geeignete Gebäude wurde in Schluderns ausfindig gemacht und 1989 von der Gemeinde angekauft. 1993 wurde mit dem Bau begonnen, Ende 1996 dem eigens dafür gegründeten Verein Vintschger Museum übergeben. 1997 wurde das Museum eröffnet. Nach dem Abschluss der archäologischen Grabungen auf dem Ganglegg erhielt das Museum die Fundstücke als Leihgabe des Amtes für Bodendenkmäler.